# Abbie Wood
Abbie Louise Wood (Buxton, 2 de marzo de 1999) es una deportista británica que compite en natación.
Ganó una medalla de plata en el Campeonato Mundial de Natación de 2024, tres medallas en el Campeonato Mundial de Natación en Piscina Corta de 2024, dos medallas en el Campeonato Europeo de Natación de 2021 y dos medallas de oro en el Campeonato Europeo de Natación en Piscina Corta de 2023.
Participó en dos Juegos Olímpicos de Verano, ocupando en Tokio 2020 el cuarto lugar en la prueba de 200 m estilos, el quinto en 4 × 100 m libre y el séptimo en 200 m braza, y el quinto lugar en París 2024, en los 200 m estilos.
Es graduada en Criminología y Política Social por la Universidad de Loughborough.

## Palmarés internacional
| Campeonato Mundial                  | Campeonato Mundial | Campeonato Mundial | Campeonato Mundial |
| Año                                 | Lugar              | Medalla            | Prueba             |
| ----------------------------------- | ------------------ | ------------------ | ------------------ |
| 2024                                | Doha (Catar)       | Medalla de plata   | 4 × 200 m libre    |
| Campeonato Mundial en Piscina Corta |                    |                    |                    |
| Año                                 | Lugar              | Medalla            | Prueba             |
| 2024                                | Budapest (Hungría) | Medalla de plata   | 4 × 100 m estilos  |
| 2024                                | Budapest (Hungría) | Medalla de bronce  | 200 m estilos      |
| 2024                                | Budapest (Hungría) | Medalla de bronce  | 400 m estilos      |
| Campeonato Europeo                  |                    |                    |                    |
| Año                                 | Lugar              | Medalla            | Prueba             |
| 2021                                | Budapest (Hungría) | Medalla de oro     | 4 × 100 m libre    |
| 2021                                | Budapest (Hungría) | Medalla de plata   | 200 m estilos      |
| Campeonato Europeo en Piscina Corta |                    |                    |                    |
| Año                                 | Lugar              | Medalla            | Prueba             |
| 2023                                | Otopeni (Rumania)  | Medalla de oro     | 200 m estilos      |
| 2023                                | Otopeni (Rumania)  | Medalla de oro     | 400 m estilos      |